# Dorfkirche Schwabeck

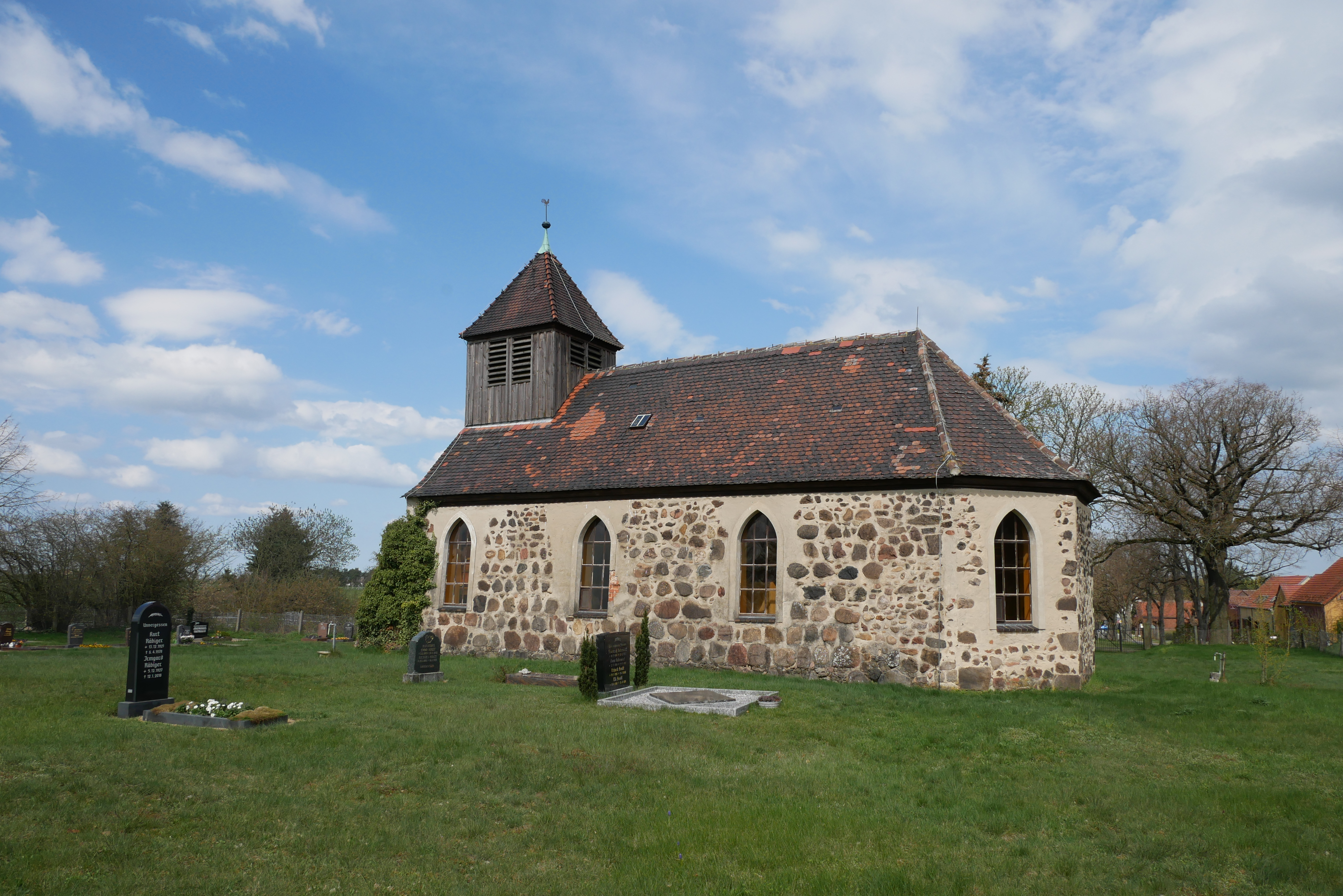
Dorfkirche Schwabeck (2023)

Die evangelische, denkmalgeschützte Dorfkirche Schwabeck steht in Schwabeck, einem Ortsteil der Stadt Treuenbrietzen im Landkreis Potsdam-Mittelmark in Brandenburg. Die Kirchengemeinde gehört zum Pfarrbereich Blönsdorf im Kirchenkreis Wittenberg der Evangelischen Kirche in Mitteldeutschland.

## Beschreibung
Die Feldsteinkirche wurde im 14. Jahrhundert erbaut. Sie besteht aus einem Langhaus, das im Osten dreiseitig geschlossen ist, und im Westen von Strebepfeilern gestützt wird. Über dem Giebel im Westen erhebt sich ein mit Brettern verkleideter quadratischer Dachreiter aus Holzfachwerk, welcher mit einem Pyramidendach bedeckt ist und hinter seinen Klangarkaden den Glockenstuhl mit einer 1931 gegossenen Bronzeglocke beherbergt. Das Gewände des spitzbogigen Portals an der Nordseite besteht aus Feldsteinen.
Im Innenraum sind Emporen im Westen und Norden eingebaut. Zur Kirchenausstattung gehört ein Altarretabel, auf dem die Kreuzigung gemalt ist. Die schlichte hölzerne Kanzel stammt aus der Zeit des Barocks.